# Jane Luu
Pour les articles homonymes, voir Luu.
Jane X. Luu est une astronome américano-vietnamienne née en 1963 en République du Viêt Nam. Elle est reconnue pour la découverte et l'analyse de la ceinture de Kuiper et de ses plus gros membres, travaux qui ont conduit à une avancée majeure dans la compréhension et l'histoire de notre système solaire.

## Jeunesse

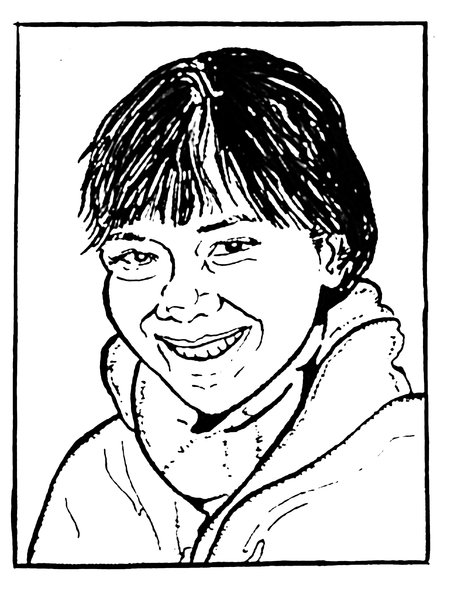
Jane X Luu

Luu est née en 1963 au Sud-Vietnam d'un père qui travailla comme traducteur pour l'armée U.S. Son père lui apprit le français dès l'enfance, amorçant son amour des langues.  
Luu immigra aux États-Unis comme réfugiée en 1975, lors de la chute du gouvernement sud-vietnamien. Elle et sa famille s'installèrent dans le Kentucky, où ils avaient des parents. Une visite au Jet Propulsion Laboratory lui donna l'envie d'étudier l'astronomie.  Elle étudia à l'université Stanford, où elle obtint son diplôme de bachelor en 1984.

## Études et codécouverte de la ceinture de Kuiper
En tant qu'étudiante en thèse à l'université de Californie à Berkeley et au Massachusetts Institute of Technology, elle travailla avec David Jewitt dans le but de découvrir la ceinture de Kuiper. En 1992, après cinq années d'observation, ils trouvèrent le premier objet de la ceinture de Kuiper connu, à l'aide du télescope de 2,2 m de l'université d'Hawaï sur le Mauna Kea. Cet objet, à l'époque provisoirement désigné 1992 QB1, est (15760) Albion, qu'elle et Jewitt surnommèrent « Smiley ». L'American Astronomical Society lui attribua le Prix d'astronomie Annie J. Cannon en 1991. En 1992, Luu reçut un Hubble Fellowship de l'université de Californie à Berkeley.

## Carrière professionnelle
Après avoir obtenu son doctorat, Luu travailla comme professeur à l'université Harvard. Luu enseigna également à l'université de Leyde aux Pays-Bas.  Après son séjour en Europe, Luu retourna aux États-Unis et travaille désormais sur l'instrumentation comme membre de l'équipe technique du laboratoire Lincoln au MIT.
En décembre 2004, Luu et Jewitt annoncèrent la découverte de glace cristalline sur Quaoar, qui était à l'époque le plus grand objet connu de la ceinture de Kuiper. Ils ont aussi trouvé des traces d'ammoniaque. Leur rapport fait l'hypothèse que la glace s'est très probablement formée sous le sol, devenant exposée à la suite d'une collision avec un autre objet de la ceinture de Kuiper il y a quelques millions d'années.

## Astéroïdes codécouverts par Luu
| Astéroïdes découverts : 35 | Astéroïdes découverts : 35 |
| --- | -------------------------- |
| (10370) Hylonomé [1] | 27 février 1995            |
| (15760) Albion [1] | 20 août 1992               |
| (15809) 1994 JS [1] | 11 mai 1994                |
| (15836) 1995 DA2 [1] | 24 février 1995            |
| (15874) 1996 TL66 [1][2][3] | 9 octobre 1996             |
| (15875) 1996 TP66 [1][3] | 11 octobre 1996            |
| (19308) 1996 TO66 [1][3] | 12 octobre 1996            |
| (20161) 1996 TR66 [1][2][3] | 8 octobre 1996             |
| (24952) 1997 QJ4 [1][3][4] | 28 août 1997               |
| (24978) 1998 HJ151 [1][3][5] | 28 avril 1998              |
| (26375) 1999 DE9 [3] | 20 février 1999            |
| (33001) 1997 CU29 [1][2][3] | 6 février 1997             |
| (59358) 1999 CL158 [1][3] | 11 février 1999            |
| (60608) 2000 EE173 [3][6] | 3 mars 2000                |
| (66652) Borasisi [1][3] | 8 septembre 1999           |
| (79360) Sila-Nunam [1][2][3] | 3 février 1997             |
| (79969) 1999 CP133 [1][3] | 11 février 1999            |
| (79978) 1999 CC158 [1][3][7] | 15 février 1999            |
| (79983) 1999 DF9 [1][3] | 20 février 1999            |
| (91554) 1999 RZ215 [1][3] | 8 septembre 1999           |
| (118228) 1996 TQ66 [1][2][3] | 8 octobre 1996             |
| (129746) 1999 CE119 [1][3] | 10 février 1999            |
| (134568) 1999 RH215 [1][3] | 7 septembre 1999           |
| (137294) 1999 RE215 [1][3] | 7 septembre 1999           |
| (137295) 1999 RB216 [1][3] | 8 septembre 1999           |
| (148112) 1999 RA216 [1][3] | 8 septembre 1999           |
| (181708) 1993 FW [1] | 28 mars 1993               |
| (181867) 1999 CV118 [1][3] | 10 février 1999            |
| (181868) 1999 CG119 [1][3] | 11 février 1999            |
| (181871) 1999 CO153 [1][3] | 12 février 1999            |
| (181902) 1999 RD215 [1][3] | 6 septembre 1999           |
| (385185) 1993 RO [1] | 14 septembre 1993          |
| (385201) 1999 RN215 [1][3] | 7 septembre 1999           |
| (415720) 1999 RU215 [1][3] | 7 septembre 1999           |
| (469306) 1999 CD158 [1][3] | 10 février 1999            |
| 1. avec David C. Jewitt 2. avec Jun Chen 3. avec Chadwick Trujillo 4. avec K. Berney 5. avec David J. Tholen 6. avec N. Wyn Evans 7. avec Scott S. Sheppard |                            |

## Honneur
- L'astéroïde (5430) Luu est nommé en son honneur[6].
- Luu reçoit le Prix Kavli d'astrophysique en 2012